# 埃里克·斯文松
埃里克·斯文松（瑞典語：Erik Svensson，1903年9月10日—1986年9月22日），瑞典男子田径运动员，主攻跳远和三级跳远。他曾代表瑞典参加1928年和1932年夏季奥林匹克运动会田径比赛，获得一枚银牌。